# Southwick, Hampshire
Southwick är en by i civil parish Southwick and Widley, i distriktet Winchester, i grevskapet Hampshire i England. Byn är belägen 25,6 km från Winchester. Orten har 824 invånare (2015). Southwick var en civil parish fram till 1932 när blev den en del av Southwick and Widley och Havant. Civil parish hade 486 invånare år 1931.